# Josef Strauss

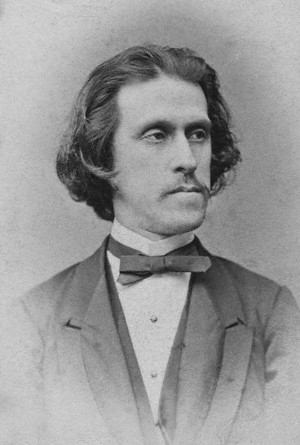
Josef Strauss

Josef Strauss (* 20. August 1827 in Mariahilf in Wien; † 22. Juli 1870 in Wien) war ein österreichischer Ingenieur, Erfinder, Komponist und Dirigent.
Obwohl der Name Strauss in Nachschlagewerken häufig mit ß zu finden ist, schrieb Strauss selbst seinen Namen mit ss.

## Leben
Josef Strauss war ein Sohn von Johann Strauss (Vater) und dessen Frau Anna sowie der um zwei Jahre jüngere Bruder des berühmten „Walzerkönigs“ Johann Strauss (Sohn). Der dritte und jüngste der Strauss-Söhne war Eduard. Alle Strauss-Söhne waren wie schon der Vater hervorragende Komponisten, deren Werke noch heute regelmäßig u. a. in den Neujahrskonzerten der Wiener Philharmoniker aufgeführt werden.

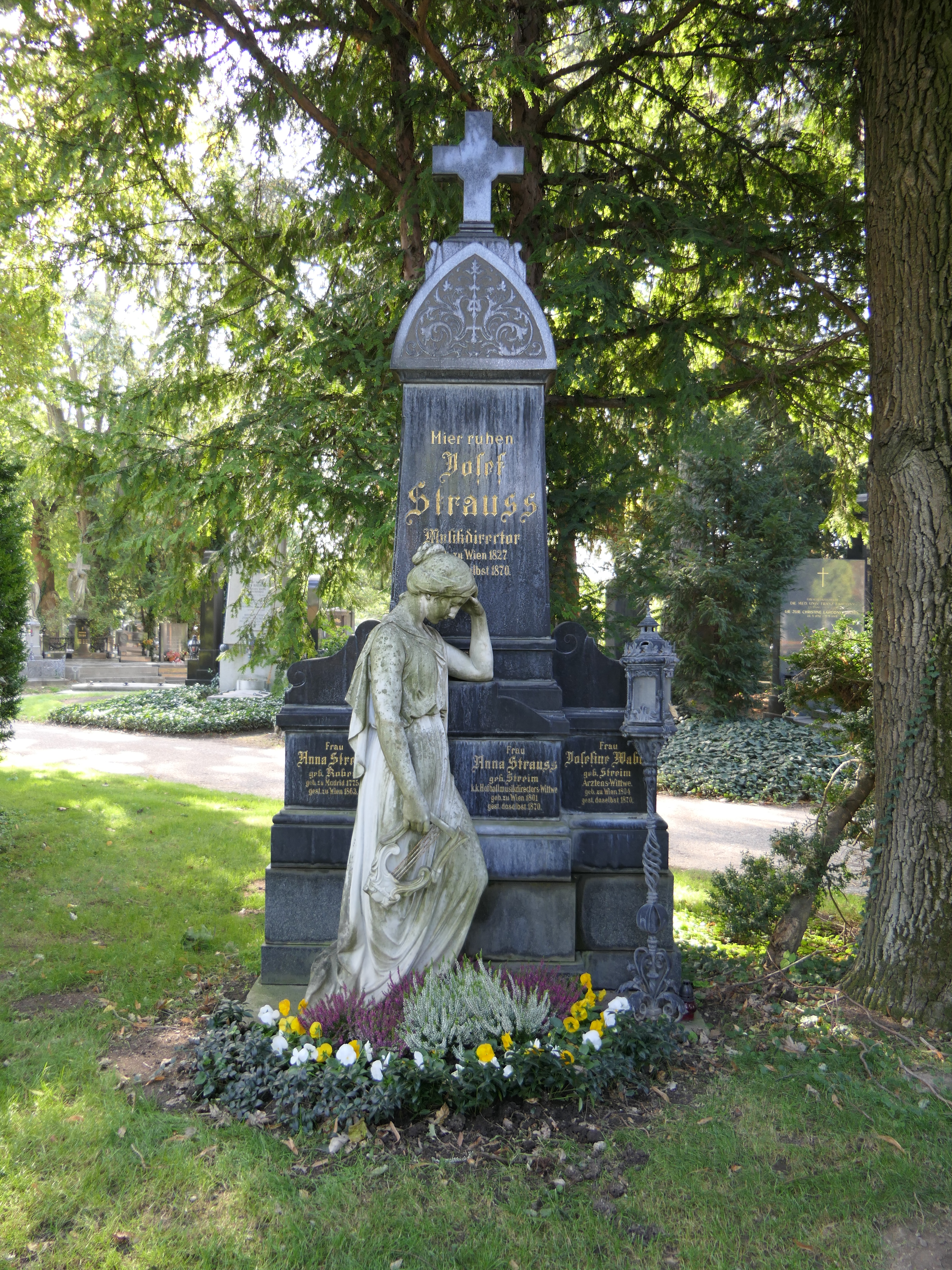
Grab von Josef Strauss

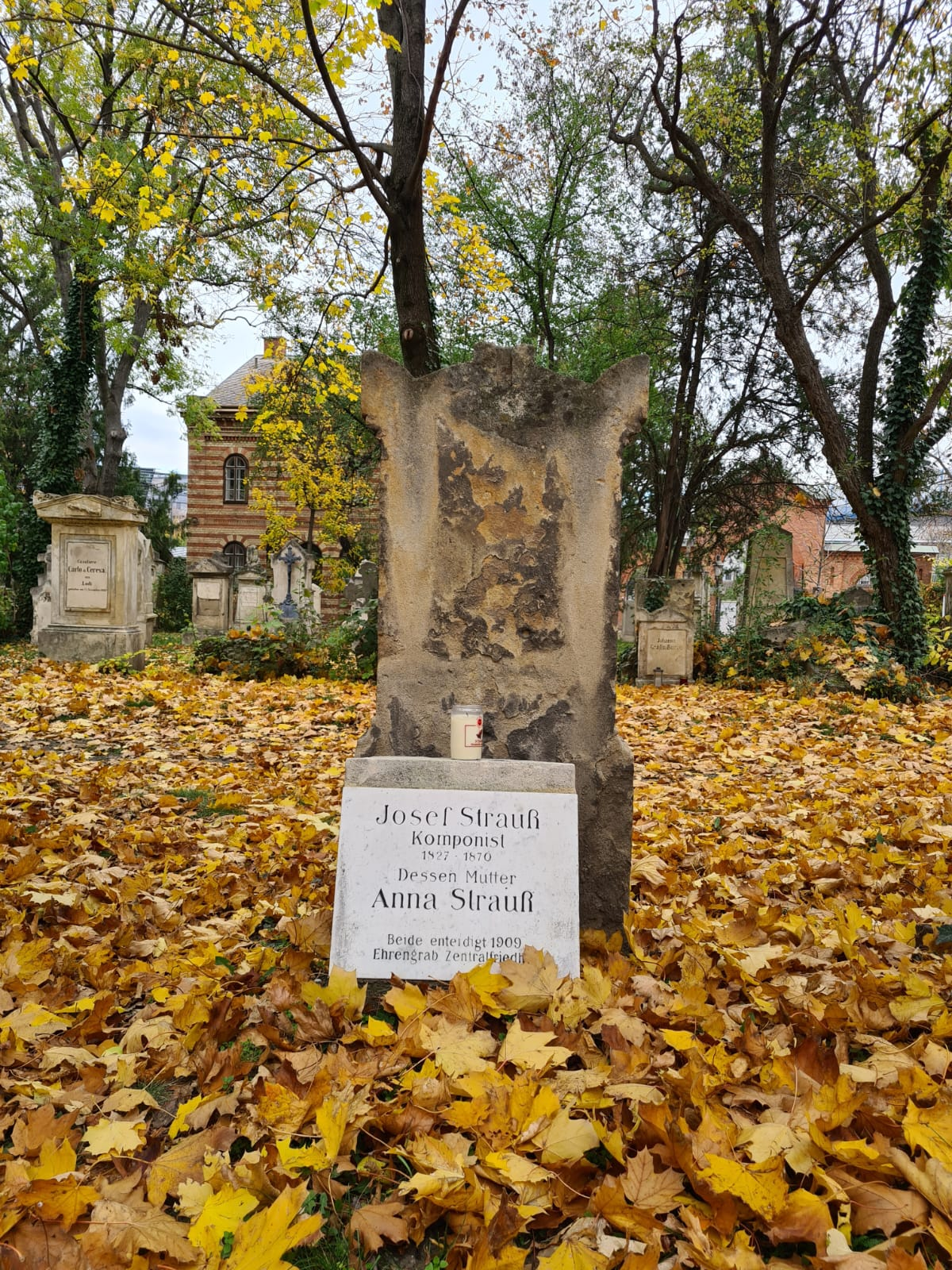
Grabdenkmal Josef und Anna Strauss auf dem Sankt Marxer Friedhof, Wien

Josef Strauss strebte keine musikalische Karriere an, sondern absolvierte ein Studium am Wiener Polytechnikum (heute Technische Universität Wien), arbeitete als Bauleiter bei der Errichtung eines Wehrs in Trumau, Niederösterreich, und konstruierte zwei Straßenkehrmaschinen. Als jedoch Johann Strauss (Sohn) im Spätherbst 1852 von einer Konzertreise völlig erschöpft zurückkehrte, musste Josef im folgenden Jahr als Kapellmeister der Strauss-Kapelle einspringen. Damals komponierte er sein erstes Werk, den Walzer Die Ersten und die Letzten (in der irrigen Meinung, dies sei sein erstes und zugleich letztes Werk). Die nächste Walzerfolge op. 12 nannte er dann folgerichtig Die Ersten nach den Letzten; er komponierte schließlich über 300 Werke. In den folgenden Jahren vertrat er immer häufiger seinen Bruder Johann als Kapellmeister. Er nahm Unterricht in Kompositionslehre und lernte Violine spielen. Am 8. Juni 1857 vermählte sich Josef Strauss mit Caroline Pruckmayer in der Johann-Nepomuk-Kirche an der Praterstraße. Ihnen wurde am 27. März 1858 eine Tochter, Karoline Anna, geboren.
Der häufig kränkelnde Josef Strauss erlitt am 22. Februar 1870, als seine Mutter starb, einen Zusammenbruch an ihrem Sterbebett und musste sich am folgenden Tag beim alljährlichen Studentenball in den Redoutensälen der Hofburg vertreten lassen. Vier Monate später fiel er während einer Konzertreise in Warschau bewusstlos vom Dirigentenpodest. Er starb kurze Zeit später in Wien. Die Todesursache blieb ungeklärt, da seine Witwe einer Autopsie nicht zustimmte.
Er wurde auf dem Sankt Marxer Friedhof im Grab seiner Mutter bestattet. Am 12. Oktober 1909 wurden die sterblichen Überreste beider in einem Ehrengrab auf dem Wiener Zentralfriedhof (Gruppe 32 A, Nummer 44) beigesetzt.

## Werke
Josef Strauss komponierte Walzer, darunter Die Ersten und Letzten (Op. 1), Sphärenklänge (Op. 235), Delirienwalzer (Op. 212), Mein Lebenslauf ist Lieb und Lust (Op. 263) und Dorfschwalben aus Österreich (Op. 164), Polkas wie etwa Feuerfest (Op. 269), die Moulinet Polka (erstmals aufgeführt am 25. Juli 1858 in Ungers Casino) oder die Pizzicato-Polka (zusammen mit Bruder Johann), Quadrillen und andere Tanzmusik. Die rund 30 Jahre nach seinem Tod mit seiner Musik entstandene Operette Frühlingsluft (Text von Karl Lindau und Julius Wilhelm) wurde 1903 uraufgeführt. Seine Kompositionen sind im Vergleich zu den Werken seiner Brüder etwas schwermütigeren Charakters.

### Werkliste
| - op. 1: Die Ersten und Letzten, Walzer (1853) - op. 2: Vergißmeinnicht (1855) - op. 3: Sturm-Quadrille - op. 4: Mille fleurs-Polka (1855) - op. 5: Flinserln (1856) - op. 6: Tarantel-Polka (1855) - op. 7: Vielliebchen, Polka Mazur (1855) - op. 8: Bacchanten-Quadrille (1855) - op. 9: Punsch-Polka (1855) - op. 10: Bauern-Polka Mazur (1856) - op. 11: Rendez-vous-Quadrille (1856) - op. 12: Die Ersten nach den Letzten, Walzer (1854) - op. 13: Wiener Polka (1856) - op. 14: Avantgarde-Marsch (1856) - op. 15: Titi-Polka (1856) - op. 16: Die Vorgeiger (1856) - op. 17: Maiblümchen, Polka Mazurka (1856) - op. 18: Wiegenlieder (1856) - op. 19: Lustlager-Polka (1856) - op. 20: Schottischer Tanz (1856) - op. 21: Policinello-Quadrille (1856) - op. 22: Sehnsucht, Polka Mazur (1856) - op. 23: Joujou-Polka (1856) - op. 24: Armee-Marsch - op. 25: Kadi-Quadrille (1856) - op. 26: Die guten, alten Zeiten (1856) - op. 27: Jucker-Polka - op. 28: Sylphide, Polka, Polka française - op. 29: Die Veteranen (1857) - op. 30: Ball-Silhouetten (1857) - op. 31: Herzbleamerl (1857) - op. 32: Dioscuren-Quadrille (1857) - op. 33: Masken-Polka (1857) - op. 34: Mai-Rosen, Walzer (1857) - op. 35: Une pensée, Polka Mazur (1857) - op. 36: Liechtenstein-Marsch (1857) - op. 37: Csikós-Quadrille (1857) - op. 38: Gedenke mein, Polka (1857) - op. 39: Perlen der Liebe, Walzer (1857) - op. 40: La simplicité Polka française (1857) - op. 41: Wallonen-Marsch (1857) - op. 42: La Chevaleresque, Polka Mazurka (1857) - op. 43: Steeple-chase, Polka (1857) - op. 44: Fünf Kleeblad’ln (1857) - op. 45: Parade-Quadrille - op. 46: Musen-Quadrille - op. 47: Frauenblätter (1858) - op. 48: Harlekin-Polka (1858) - op. 49: Die Amazone, Polka Mazur (1858) - op. 50: Nymphen-Polka (1858) - op. 51: Zeitbilder (1858) - op. 52: Matrosen-Polka - op. 53: Defilier-Marsch - op. 54: Flora, Polka Mazurka - op. 55: Bon-Bon-Polka - op. 56: Liebesgrüße (1858) - op. 57: Moulinet-Polka (1858) - op. 58: Bivouac-Quadrille (1858) - op. 59: Oesterreichischer Kronprinzen-Marsch (1858) - op. 60: Laxenburger Polka (1858) - op. 61: Wiener Kinder (1858) - op. 62: Flattergeister (1859) - op. 63: Wald-Röslein, Polka Mazur - op. 64: Lanciers-Quadrille (1859) - op. 65: Caprice-Quadrille (1859) - op. 66: Wintermärchen, Walzer (1859) - op. 67: Minerva, Polka Mazur (1859) - op. 68: Soll und Haben, Walzer (1859) - op. 69: Saus und Braus, Polka (1859) - op. 70: Die Kokette, Polka française (1859) - op. 71: Schwert und Leyer (1859) - op. 72: Amanda, Polka Mazur (1859) - op. 73: Sympathie, Polka Mazur (1859) - op. 74: Elfen, Polka schnell (1859) - op. 75: Sturm-Polka (1859) - op. 76: Adamira-Polka (1859) - op. 77: Die Naive, Polka française (1859) - op. 78: Gurli-Polka (1859) - op. 79: Waldbleameln, Ländler (1859) - op. 80: Stegreif-Quadrille - op. 81: Cupido, Polka française - op. 82: Euterpe, Polka Mazurka - op. 83: Figaro, Polka française - op. 84: Cyclopen, Polka schnell - op. 85: Die Zufälligen (1860) - op. 86: Erzherzog Karl-Marsch (1860) - op. 87: Helden-Gedichte (1860) - op. 88: Immergrün, Polka Mazurka (1860) - op. 89: Mignon Polka française (1860) - op. 90: Gruss an München, Polka française (1860) - op. 91: Lustschwärmer, Walzer (1860)* - op. 92: Turner-Quadrille (1860) - op. 93: Tag und Nacht, Polka (1860) - op. 94: Bellona, Polka Mazur (1860) - op. 95: Diana, Polka française (1860) - op. 96: Sternschnuppen, Walzer (1860) - op. 97: Débardeurs-Quadrille - op. 98: Schabernack-Polka schnell - op. 99: Zephir-Polka française - op. 100: Die Kosende, Polka Mazur - op. 101: Flammen (1861) - op. 102: Maskengeheimnisse (1861) - op. 103: Fortunio-Magellone-Daphnis-Quadrille - op. 104: Aus dem Wienerwald, Polka Mazur - op. 105: Phönix-Marsch - op. 106: Blitz-Polka schnell (1861) - op. 107: Dornbacher Rendez-vous-Polka (1861) - op. 108: Wiener Bonmots (1861) - op. 109: Die Soubrette, Poka schnell (1861) - op. 110: Die Schwebende, Polka Mazurka (1861) - op. 111: Die Sonderlinge (1861) - op. 112: Faust-Quadrille - op. 113: Irenen-Polka - op. 114: Die Zeisserln (1861) - op. 115: Folichon-Quadrille - op. 116: Hesperus-Ball-Tänze (1862) - op. 117: Lachtaube, Polka Mazur - op. 118: Amazonen-Quadrille - op. 119: Amaranth, Polka française - op. 120: Die Tanz-Interpellanten (1862) - op. 121: Winterlust, Polka Schnell (1862) - op. 122: Lieb’ und Wein, Polka Mazur (1862) - op. 123: Angelica-Polka française (1862) - op. 124: Glückskinder (1862) - op. 125: Seraphinen-Polka française (1862) - op. 126: Neue Welt-Bürger (1862) - op. 127: Vorwärts! Polka schnell - op. 128: Freuden-Grüsse (1862) - op. 129: Brennende Liebe, Polka Mazur (1862) - op. 130: Touristen-Quadrille - op. 131: Musenklänge (1863) - op. 132: Günstige Prognosen (1863) - op. 133: Auf Ferienreise, Polka schnell (1863) - op. 134: Patti-Polka française (1863) - op. 135: Künstler-Caprice, Polka française (1863) - op. 136: Sturmlauf, Turner-schnellpolka (1863) - op. 137: Sofien-Quadrille nach beliebten Motiven (1863) - op. 138: Victor-Marsch (1863) - op. 139: Normen, Walzer (1863) - op. 140: Souvenir-Polka française (1863) - op. 141: Streichmagnete (1863) - op. 142: Fest-Marsch (1863) - op. 143: Associationen (1863) | - op. 144: Die Schwätzerin, Polka Mazur (1863) - op. 145: Cabriole-Polka schnell (1863) - op. 146: Deutscher Unions-Marsch (1863) - op. 147: Amouretten-Polka française (1863) - op. 148: Edelweiß, Polka Mazur (1863) - op. 149: Deutsche Sympathien (1863) - op. 150: Wiener Couplets (1863) - op. 151: Fantasiebilder (1864) - op. 152: Rudolfsheimer Polka schnell - op. 153: Petitionen (1864) - op. 154: Lebensgeister, Polka française - op. 155: Die Gazelle, Polka Mazur (1864) - op. 156: Die Clienten (1864) - op. 157: Herold-Quadrille (1864) - op. 158: Die Industriellen (1864) - op. 159: Gablenz-Marsch (1864) - op. 160: Abendstern-Polka française (1864) - op. 161: Pêle-mêle-Polka schnell (1864) - op. 162: Die Zeitgenossen (1864) - op. 163: Die Idylle, Polka Mazur (1864) - op. 164: Dorfschwalben aus Österreich, Walzer (1864) - op. 165: Fashion, Polka française (1864) - op. 166: Frauenherz, Polka Mazur (1864) - op. 167: Arabella-Polka (1864) - op. 168: Les Géorgiennes, Quadrille (1864) - op. 169: Tournier-Quadrille (1864) - op. 170: Sport-Polka (1864) - op. 171: Einzugs-Marsch - op. 172: Herztöne (1865) - op. 173: Dynamiden, Walzer (1865) - op. 174: Actionen, Walzer (1865) - op. 175: Colosseum-Quadrille (1865) - op. 176: Combinationen (1865) - op. 177: Frisch auf! Polka Mazur - op. 178: Gedenkblätter (1865) - op. 179: Schlaraffen-Polka française - op. 180: Causerie-Polka française - op. 181: Springinsfeld, Polka schnell - op. 182: Mailust, Polka française - op. 183: Stiefmütterchen, Polka Mazurka - op. 184: Transactionen, Walzer (1865) - op. 185: Verliebte Augen, Polka française (1865) - op. 186: Prinz Eugen-Marsch - op. 187: Flick-Flock Quadrille - op. 188: Bouquet, Polka schnell - op. 189: Heilmethoden (1866) - op. 190: Paulien, Polka-Mazur - op. 191: Deutsche Grüsse, Walzer (1866) - op. 192: Die Spinnerin, Polka française (1866) - op. 193: For Ever, Polka schnell (1866) - op. 194: Expensnoten (1866) - op. 195: Thalia, Polka-Mazur (1866) - op. 196: Les Bergers, Schäfer-Quadrille nach Motiven der Operette: Die Schäfer von Jacques Offenbach (1866) - op. 197: Helenen-Walzer (1866) - op. 198: Vereins-Lieder (1866) - op. 199: Benedek-Marsch (1866) - op. 200: Carriere-Polka schnell (1866) - op. 201: Wilde Rose, Polka Mazur (1866) - op. 202: Die Marketenderin, Polka française (1866) - op. 203: Schwalbenpost, Polka schnell (1866) - op. 204: Die Libelle, Polka Mazur (1866) - op. 205: Genien-Polka française (1866) - op. 206: Blaubart-Quadrille (1866) - op. 207: Friedenspalmen, Walzer (1866) - op. 208: Etiquette, Polka francaise - op. 209: Pariser Quadrille - op. 210: Schwarzenberg Monument-Marsch - op. 211: Farewell, Polka schnell - op. 212: Delirien, Walzer (1867) - op. 213: Theater-Quadrille (1867) - op. 214: Marien-Klänge (1867) - op. 215: Arm in Arm, Polka Mazur (1867) - op. 216: Jocus-Polka (schnell) (1867) - op. 217: Gnomen-Polka française (1867) - op. 218: Wiener Leben, Polka française (1867) - op. 219: Allerlei. Polka schnell (1867) - op. 220: Hesperus-Ländler (1867) - op. 221: Die Windsbraut, Polka schnell (1867) - op. 222: Studententräume (1867) - op. 223: Quadrille über beliebte Motive der komischen Oper: Die Großherzogin von Geroldstein von Jacques Offenbach - op. 224: Crispino-Quadrille (1867) - op. 225: Ungarischer Krönungsmarsch (1867) - op. 226: Krönungslieder (1867) - op. 227: Die Tänzerin, Polka française - op. 228: Victoria, Polka française - op. 229: Nachtschatten, Polka Mazur - op. 230: Im Fluge, Polka schnell - op. 231: In der Heimat! Polka Mazur (1868) - op. 232: Herbstrosen, Walzer (1868) - op. 233: Lock-Polka française (1868) - op. 234: Tanzadressen an die Preisgekrönten (1868) - op. 235: Sphärenklänge, Walzer (1868) - op. 236: Dithyrambe, Polka Mazur (1868) - op. 237: Gallopin, Polka schnell (1868) - op. 238: Tanz-Regulator, Polka française (1868) - op. 239: Wiener Stimmen (1868) - op. 240: Eingesendet, Polka schnell (1868) - op. 241: Extempore, Polka française - op. 242: Hochzeitsklänge (1868) - op. 243: Disputationen (1868) - op. 244: Margherita-Polka (1868) - op. 245: Plappermäulchen, Polka schnell (1868) - op. 246: Genofeva-Quadrille (1868) - op. 247: Eile mit Weile, Polka schnell (1868) - op. 248: Die Sirene, Polka Mazurka (1868) - op. 249: Wiener Fresken (1868) - op. 250: Schützen-Marsch (1868) - op. 251: Die Galante, Polka Mazurka (1868) - op. 252: Buchstaben-Polka française (1868) - op. 253: Freigeister-Polka schnell (1868) - op. 254: Ernst und Humor (1868) - op. 255: Huldigungslieder (1869) - op. 256: Perichole-Quadrille (1869) - op. 257: Concordia, Polka française (1869) - op. 258: Aquarellen, Walzer (1869) - op. 259: Vélocipéde, Polka schnell (1869) - op. 260: Consortien (1869) - op. 261: Eislauf, Polka schnell (1869) - op. 262: Neckerei, Polka Mazur (1869) - op. 263: Mein Lebenslauf ist Lieb und Lust, Walzer (1869) - op. 264: Frohsinn, Polka française (1869) - op. 265: Toto-Quadrille (1869) - op. 266: Die tanzende Muse, Polka Mazur (1869) - op. 267: Die Nasswalderin, Polka Mazurka (1869) - op. 268: Andrassy-Marsch (1869) - op. 269: Feuerfest!, Polka française (1869) - op. 270: Aus der Ferne, Polka Mazur (1869) - op. 271: Ohne Sorgen, Polka schnell (1869) - op. 272: Frohes Leben (1869) - op. 273: En passant, Polka française - op. 274: Künstler-Gruß, Polka française - op. 275: Nilfluthen, Walzer (1870) - op. 276: Kakadu-Quadrille (1870) - op. 277: Frauenwürde (1870) - op. 278: Jockey-Polka (1870) - op. 279: Hesperusbahnen, Walzer (1870) - op. 280: Tanz-Prioritäten (1870) - op. 281: Heiterer Muth, Polka française (1870) - op. 282: Die Emancipirte, Polka Mazur (1870) - op. 283: Rudolfs-Klänge, Walzer (1870) |

## Ehrungen

### Namensgebung
- Im Wiener Bezirk Neubau befindet sich der Josef-Strauß-Park (vormals Neubauer Kinderpark), der seit 1928 Strauss gewidmet ist.[4]

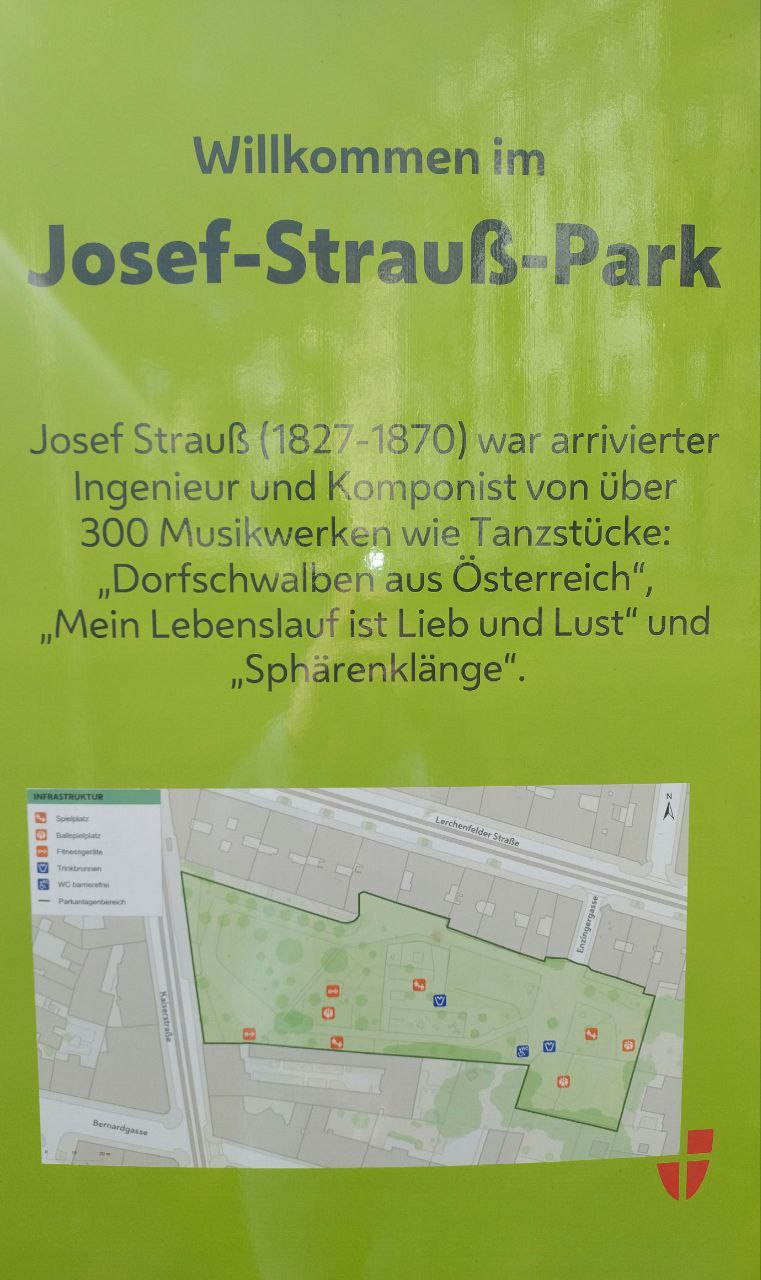
Informationstafel zum Josef-Strauß-Park in Wien, 7. Bezirk.